# Весовые категории в боксе
Весовые категории в боксе были впервые введены в XVIII веке, регламентированы Бротонскими правилами 1738 года и официально утверждены повсеместно в 1884 году, до того поединки проводились только в одной, абсолютной весовой категории (также называемой «открытая весовая категория»), в которой могли соревноваться боксёры любого роста и веса. Для дифференциации тяжеловесов от всех остальных спортсменов были введены лёгкая и тяжёлая весовые категории. Впоследствии количество категорий было значительно расширено. Аналогичные весовые категории, но с другими показателями весов впоследствии были приняты и для других спортивных единоборств. Процедура взвешивания (ко второй половине XX века ставшая церемонией взвешивания) стала обязательным элементом предсоревновательных мероприятий.

## Предпосылки
Со времени появления в Англии бокса без перчаток до введения первой весовой категории прошло длительное время. Целая группа факторов, влиявшая на антропологию английского населения, таких как скудное питание низших классов (составлявших основу боксёров), делала ненужной разбивку на весовые категории. Средний рост англичанина не превышал пяти футов, боксёры ростом выше шести футов (183 см) были очень большой редкостью, и даже после официального введения унифицированных весовых категорий, чемпионов по боксу в тяжёлом весе конца XIX — начала XX века: ирландца Питера Махера и афроамериканца Джека Джонсона, — первого звали «Ирландским Гигантом», второго «Гигантом из Гальвестона», — их рост составлял 182 и 184 см соответственно, что является показателем среднего роста в их странах по современным меркам и откровенно низким ростом для современных боксёров-тяжеловесов. По мере того как антропологический портрет среднестатистического англичанина стал меняться ввиду индустриальной революции, увеличения калорийности рациона, явления акселерации и разница в весе между состязающимися стала становиться всё более и более разительной, был введён первый официальный весовой лимит — до 160 фунтов (72,5 кг), который разделял боксёров на тяжеловесов и легковесов. Даже сама по себе маржа тогдашнего тяжёлого веса (на сегодняшний день являющаяся показателем среднего веса) позволяет судить о телосложении большинства боксёров тех времён. Поскольку тогдашние атлеты не выделялись ростом, ростовых категорий и категорий размаха рук (которые порой являются более существенными факторами, чем вес боксёра) никогда не вводилось и не существует в боксе до сих пор, хотя попытки их введения и ранжирования спортсменов по росту обсуждались на уровне международных спортивных регулирующих организаций.
Первые попытки разбивки на легковесов и тяжеловесов относятся к началу XVIII века, причём каких-либо единых правил или нормативных документов, регламентирующих весовые категории, не было до 1738 года (что соответствовало английским традициям). Традиционной единицей измерения веса боксёров в Англии до сих пор является стоун, на 1823 год верхним пределом лёгкой весовой категории считался вес 11—12 стоунов, эквивалентный 69,9—76,2 кг соответственно. Даже после введения весовых категорий правила не запрещали боксёрам среднего веса при желании выступать наравне с тяжеловесами, средневесы ещё долгое время состязались в более тяжёлых весовых категориях и даже становились чемпионами (в этом отношении наиболее известны и показательны примеры Боба Фицсиммонса и Стэнли Кетчела на Западе, и Евгения Огуренкова в СССР). Последним «выстрелом из прошлого» в этом отношении можно считать два чемпионских боя полутяжеловеса Билли Конна против Джо Луиса за титул чемпиона мира в тяжёлом весе в 1941 и 1946 гг. (1941: 78,9 против 90,5 кг; 1946: 82,5 против 93,9 кг), Конн противопоставил нокаутирующей силе Луиса скорость действий и темп боя с которым тот никогда не сталкивался ранее, приблизился весьма значительно к победе нокаутом, но Луис вышел победителем в размене ударами. Попытки перехода средневесов в тяжёлый вес с различным успехом предпринимались и позднее.

## Профессиональный бокс
Весовые категории в профессиональном боксе.
| Вес в кг (в скобках — в фунтах) | Год создания | Название категории      | WBC                 | WBA                 | IBF                  | WBO                  | BoxRec              |
| ------------------------------- | ------------ | ----------------------- | ------------------- | ------------------- | -------------------- | -------------------- | ------------------- |
| Свыше 90,718 (>200)             | 1885         | Тяжёлый вес             | Heavyweight         | Heavyweight         | Heavyweight          | Heavyweight          | Heavyweight         |
| До 101,605 (224)                | 2020         | Бриджервейт             | Bridgerweight       | Bridgerweight       |                      |                      |                     |
| До 90,718 (200)                 | 1980         | Первый тяжёлый вес      | Cruiserweight       | Cruiserweight       | Cruiserweight        | Junior heavyweight   | Cruiserweight       |
| До 79,378 (175)                 | 1913         | Полутяжёлый вес         | Light heavyweight   | Light heavyweight   | Light heavyweight    | Light heavyweight    | Light heavyweight   |
| До 76,203 (168)                 | 1984         | Второй средний вес      | Super middleweight  | Super middleweight  | Super middleweight   | Super middleweight   | Super middleweight  |
| До 72,574 (160)                 | 1884         | Средний вес             | Middleweight        | Middleweight        | Middleweight         | Middleweight         | Middleweight        |
| До 69,85 (154)                  | 1962         | Первый средний вес      | Super welterweight  | Super welterweight  | Junior middleweight  | Junior middleweight  | Super welterweight  |
| До 66,678 (147)                 | 1914         | Полусредний вес         | Welterweight        | Welterweight        | Welterweight         | Welterweight         | Welterweight        |
| До 63,503 (140)                 | 1959         | Первый полусредний вес  | Super lightweight   | Super lightweight   | Junior welterweight  | Junior welterweight  | Super lightweight   |
| До 61,235 (135)                 | 1886         | Лёгкий вес              | Lightweight         | Lightweight         | Lightweight          | Lightweight          | Lightweight         |
| До 58,967 (130)                 | 1959         | Второй полулёгкий вес   | Super featherweight | Super featherweight | Junior lightweight   | Junior lightweight   | Super featherweight |
| До 57,153 (126)                 | 1889         | Полулёгкий вес          | Featherweight       | Featherweight       | Featherweight        | Featherweight        | Featherweight       |
| До 55,225 (122)                 | 1976         | Второй легчайший вес    | Super bantamweight  | Super bantamweight  | Junior featherweight | Junior featherweight | Super bantamweight  |
| До 53,525 (118)                 | 1894         | Легчайший вес           | Bantamweight        | Bantamweight        | Bantamweight         | Bantamweight         | Bantamweight        |
| До 52,163 (115)                 | 1980         | Второй наилегчайший вес | Super flyweight     | Super flyweight     | Junior bantamweight  | Junior bantamweight  | Super flyweight     |
| До 50,802 (112)                 | 1911         | Наилегчайший вес        | Flyweight           | Flyweight           | Flyweight            | Flyweight            | Flyweight           |
| До 48,988 (108)                 | 1975         | Первый наилегчайший вес | Light flyweight     | Light flyweight     | Junior flyweight     | Junior flyweight     | Light flyweight     |
| До 47,627 (<105)                | 1987         | Минимальный вес         | Miniflyweight       | Minimumweight       | Mini flyweight       | Mini flyweight       | Minimumweight       |

Однако, если в профессиональном боксе количество весовых категорий всегда шло к увеличению, то олимпийский раздел всячески экспериментировал с этим. С ОИ в Хельсинки (1952) и до Рио (2016) категорий было больше 10. Но на Играх в Токио минимальный и первый полусредний веса убрали.

## Любительский бокс
Весовые категории в любительском боксе, действующие в том числе на Летних Олимпийских играх:
| Мужчины (регламент с июля 2021) | Мужчины (регламент с июля 2021) | Мужчины (регламент с июля 2021) |
| Вес (кг)                        | Название категории              | Англ.                           |
| ------------------------------- | ------------------------------- | ------------------------------- |
| свыше 92                        | Супертяжёлый вес                | Super heavyweight               |
| 87 — 92                         | Тяжёлый вес                     | Heavyweight                     |
| 81 — 86                         | Первый тяжёлый вес              | Cruiserweight                   |
| 76 — 80                         | Полутяжёлый вес                 | Light heavyweight               |
| 72 — 75                         | Средний вес                     | Middleweight                    |
| 68 — 71                         | Первый средний вес              | Light middleweight              |
| 64 — 67                         | Полусредний вес                 | Welterweight                    |
| 61 — 63,5                       | Первый полусредний вес          | Light welterweight              |
| 58 — 60                         | Лёгкий вес                      | Lightweight                     |
| 55 — 57                         | Полулёгкий вес                  | Featherweight                   |
| 52 — 54                         | Легчайший вес                   | Bantamweight                    |
| 49 — 51                         | Наилегчайший вес                | Flyweight                       |
| 46 — 48                         | Минимальный вес                 | Miniflyweight                   |

| Вес (кг) | Название категории | Англ.             |
| -------- | ------------------ | ----------------- |
| свыше 91 | супертяжёлый вес   | super heavyweight |
| 81 — 91  | тяжёлый вес        | heavyweight       |
| 75 — 81  | полутяжёлый вес    | light heavyweight |
| 69 — 75  | средний вес        | middleweight      |
| 63 — 69  | полусредний вес    | welterweight      |
| 57 — 63  | лёгкий вес         | lightweight       |
| 52 — 57  | полулёгкий вес     | featherweight     |
| 48 — 52  | наилегчайший вес   | flyweight         |

Согласно техническим и соревновательным правилам AIBA от 9 февраля 2019 года.
| Юниоры   | Юниоры                  | Юниоры             |
| Вес (кг) | Название категории      | Англ.              |
| -------- | ----------------------- | ------------------ |
| свыше 80 | Тяжёлый вес             | Heavyweight        |
| 75 — 80  | Полутяжёлый вес         | Light heavyweight  |
| 70 — 75  | Средний вес             | Middleweight       |
| 66 — 70  | Младший средний вес     | Light Middleweight |
| 63 — 66  | Второй полусредний вес  | Welterweight       |
| 60 — 63  | Первый полусредний вес  | Light welterweight |
| 57 — 60  | Лёгкий вес              | Lightweight        |
| 54 — 57  | Полулёгкий вес          | Featherweight      |
| 52 — 54  | Второй легчайший вес    | Bantamweight       |
| 50 — 52  | Первый легчайший вес    | Light bantamweight |
| 48 — 50  | Наилегчайший вес        | Flyweight          |
| 46 — 48  | Первый наилегчайший вес | Light flyweight    |
| 44 — 46  | Минимальный вес         | Pinweight          |

| Женщины (регламент с июля 2021) | Женщины (регламент с июля 2021) | Женщины (регламент с июля 2021) |
| Вес (кг)                        | Название категории              | Англ.                           |
| ------------------------------- | ------------------------------- | ------------------------------- |
| свыше 81                        | Супертяжёлый вес                | Super heavyweight               |
| 76 — 81                         | Полутяжёлый вес                 | Light heavyweight               |
| 71 — 75                         | Средний вес                     | Middleweight                    |
| 67 — 70                         | Первый средний вес              | Light Middleweight              |
| 64 — 66                         | Полусредний вес                 | Welterweight                    |
| 61 — 63                         | Первый полусредний вес          | Light welterweight              |
| 58 — 60                         | Лёгкий вес                      | Lightweight                     |
| 55 — 57                         | Полулёгкий вес                  | Featherweight                   |
| 53 — 54                         | Легчайший вес                   | Bantamweight                    |
| 51 — 52                         | Наилегчайший вес                | Flyweight                       |
| 49 — 50                         | Первый наилегчайший вес         | Light flyweight                 |
| 45 — 48                         | Минимальный вес                 | Miniflyweight                   |